# 唐橋左源次
唐橋 左源次（からはし さげんじ、1860年3月26日（万延元年3月5日）- 1905年（明治38年）1月2日）は、明治期の林業家、政治家。衆議院議員。旧姓・五十嵐。

## 経歴
陸奥国耶麻郡早稲谷村（福島県耶麻郡山都町を経て現：喜多方市山都町早稲谷）の五十嵐家に生まれ、同郡朝倉村（現：喜多方市）、唐橋茂久の養子となる。漢学を修めた。
政界では、朝倉村会議員、山都村・相川村などの組合村長を務め、1894年（明治27年）、耶麻郡会議員、同議長に就任。1897年（明治30年）から福島県会議員に3期在任し、同参事会員も務めた。
産業界では、植林を奨励し、国有森林原野下戻しに尽力した。また岩越鉄道の敷設にも尽くした。
1904年（明治37年）3月、第9回衆議院議員総選挙に福島県郡部から立憲政友会所属で出馬して当選したが、病のため在任中に死去した。

## 親族
- 長男 唐橋重政（衆議院議員、山都町長）[4]